# Juliusz Wiktor Gomulicki

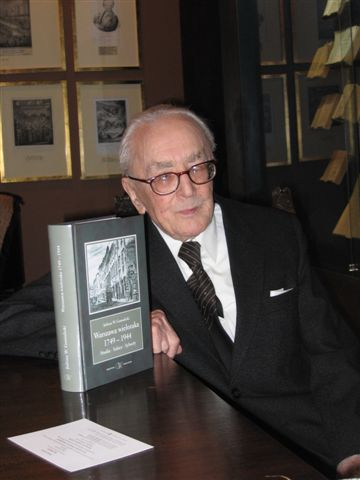
Juliusz Wiktor Gomulicki w Muzeum Historycznym m.st. Warszawy, 29 listopada 2005

Juliusz Wiktor Gomulicki, ps. „Krzysztof Dąbek”, „Teofil Jaroszewski”, „Franciszek Kawka”, „Antoni Zaleski” (ur. 17 października 1909 w Warszawie, zm. 8 lipca 2006 tamże) – polski edytor, eseista, varsavianista.

## Życiorys
Syn pisarza Wiktora Gomulickiego i Franciszki Żelewskiej z domu Matuszewskiej. Po ukończeniu szkoły powszechnej uczył się w warszawskim Gimnazjum Michała Kreczmara (1920–1923) oraz Gimnazjum Towarzystwa Szkół Pracy w Ostrowie pod Wieleniem (1924–1927). Maturę uzyskał w 1928 r. w warszawskim Gimnazjum im. Jana Zamoyskiego. Do 1932 r. studiował na Wydziale Prawa Uniwersytetu Warszawskiego, jednocześnie w latach 1930–1931 studiował nauki dyplomatyczno-konsularne w Szkole Nauk Politycznych. Uczęszczał również jako wolny słuchacz na wykłady z historii. W latach 1932–1933 uczestniczył w Dywizyjnym Kursie Podchorążych w Siedlcach i w Brześciu nad Bugiem, po czym kontynuował studia prawnicze.
Debiutował w 1935 r. tekstem pt. Nauczyciel Norwida (publikacja: „Myśl Narodowa”, nr 17). Współpracował z pismem „Pion” (1935–1936), w latach 1935–1939 był członkiem redakcji encyklopedii „Encyklopedii powszechnej Ultima Thule”. Następnie należał do zespołu redakcyjnego „Ateneum” (1938–1939). W 1939 r. współpracował także z Polskim Radiem.
W czasie II wojny światowej studiował psychologię i socjologię na tajnym Uniwersytecie Warszawskim, w 1944 zdał egzaminy końcowe z prawa oraz przedstawił rozprawę pt. Prawo do własnego ciała. Działał w konspiracji, należał do podziemia kulturalnego, prowadził dwa antykwariaty książkowe, publikował konspiracyjne wydania twórczości Norwida, Żeromskiego czy Wiktora Gomulickiego. Jako żołnierz AK wziął udział w powstaniu warszawskim. Po upadku powstania trafił do niewoli niemieckiej. W latach 1944–1945 był jeńcem Oflagu II D Gross-Born, następnie Stalagu X B Sandbostel.
Po wyzwoleniu przebywał w Verden am Aller, potem w Lingen, gdzie był kierownikiem literackim zorganizowanego przez Leona Schillera (pod patronatem YMCA) Teatru Ludowego im. Wojciecha Bogusławskiego. Jesienią 1945 r. wrócił do Polski. Od grudnia 1945 do 1946 był naczelnikiem Wydziału Upowszechniania Literatury w Ministerstwie Kultury i Sztuki. W latach 1947–1948 kierował działem wydawniczym Centralnego Instytutu Kultury. Następnie był zastępcą redaktora naczelnego i redaktorem naczelnym „Nowych Książek” (1949–1953). W 1957 r. był współzałożycielem Towarzystwa Przyjaciół Książki. Od 1957 r. współpracował stale z „Rocznikiem Literackim”, prowadząc tam działy: „Oświecenie” (1957–1964), „Wiedza o książce. Bibliografia. Encyklopedie. Słowniki” (1957–1968), „Pamiętniki. Wspomnienia” (1973–1977), „Literatura w informatorach. Miscelanea literackie” (od 1979 r.). Wchodził w skład komitetu redakcyjnego „Encyklopedii współczesnej PWN”, redagując tam dział literatury i sztuki (1957–1959). W latach 1957–1960 publikował w „Nowych Książkach” cykl pt. Podróże po Szpargalii. Mieszaniny literacko-obyczajowe, zawierający przedruki i pierwodruki tekstów (z autorskim komentarzem) Józefa Ignacego Kraszewskiego, Antoniego Magiera, Teofila Lenartowicza, Adama Naruszewicza, Stanisława Trembeckiego, Cypriana Kamila Norwida. W latach 1957–1960 i 1983–1985 był wykładowcą literatury i tekstologii na Uniwersytecie Warszawskim. W latach 1961–1965 był radnym Stołecznej Rady Narodowej. Był ponadto recenzentem w Państwowym Instytucie Wydawniczym, pracownikiem Instytutu Badań Literackich PAN, doradcą naukowym Ossolineum. W 1971 r. został członkiem Polskiego PEN Clubu, a w 1980 r. członkiem honorowym Towarzystwa Literackiego im. Adama Mickiewicza. W 1983 r. otrzymał tytuł doktora honoris causa Uniwersytetu Wrocławskiego (promotor: prof. Mieczysław Klimowicz). Od 1987 był członkiem Obywatelskiego Konwentu Konsultacyjnego przy przewodniczącym Rady Narodowej m. st. Warszawy. Uchwałą Rady m.st. Warszawy nr LXII/366/94 z dnia 28 marca 1994 r. został mu nadany tytuł Honorowego Obywatela miasta Warszawy. Wyróżnienia nie przyjął, protestując przeciwko odmowie przyznania na tej samej sesji godności Honorowego Obywatela Warszawy Zygmuntowi Skibniewskiemu.
Jako edytor zajmował się przede wszystkim twórczością Norwida, opracowując jego Pisma wybrane (t. 1–5, 1968, 1980) oraz Pisma wszystkie (t. 1–11, 1971–1976). Jego zainteresowania badawcze dotyczyły głównie literatury oświecenia i XIX w. oraz historii Warszawy.
W 90. rocznicę urodzin Gomulickiego opublikowano specjalny numer pisma „Kronika Warszawy” (ISSN 0137-3099, nr 3–4 [109-110]/1999), poświęcony jego życiu i twórczości.
Mieszkał w Warszawie przy ul. Krasińskiego 18 na Żoliborzu. Jego wnukiem jest Maurycy Gomulicki, artysta grafik i fotograf, mieszkający w Warszawie i Meksyku.
Zmarł w Warszawie, pochowany 17 lipca 2006 r. na cmentarzu Powązkowskim (kwatera 202-5-7).

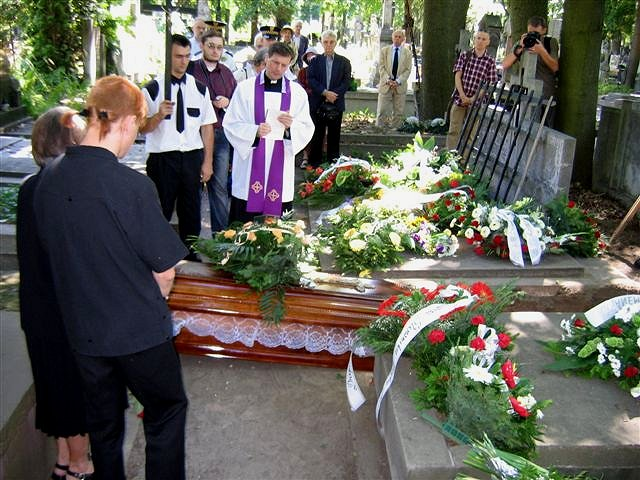
Uroczystości pogrzebowe pisarza, Warszawa, cmentarz Powązkowski, 17 lipca 2006

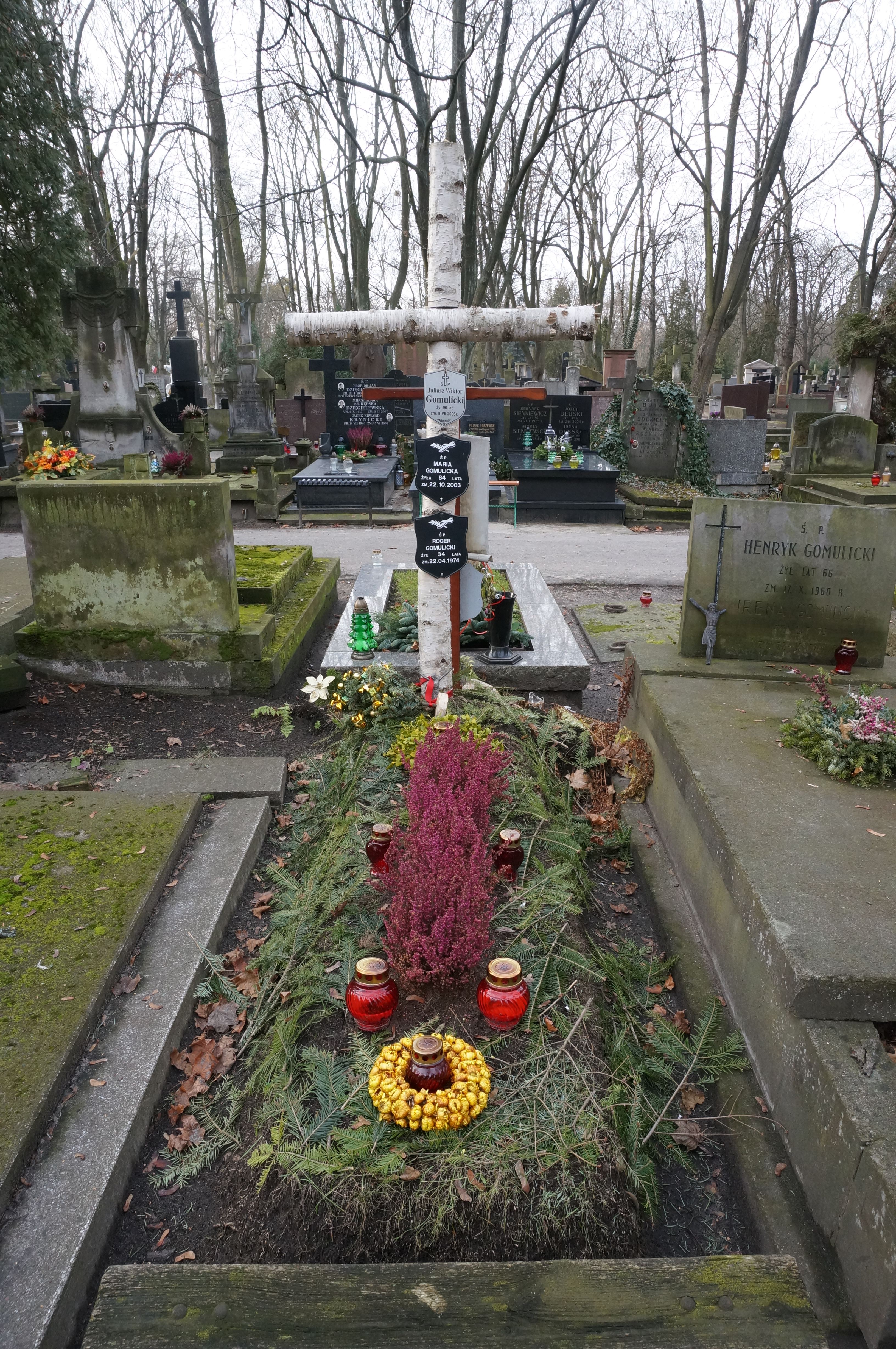
Grób Juliusza Wiktora Gomulickiego na cmentarzu Powązkowskim w Warszawie

## Twórczość
- O starej i nowej Warszawie (Wiedza Powszechna 1952)
- Stara Warszawa w rysunkach Tadeusza Cieślewskiego (Arkady 1958)
- Ruch recenzyjny a czytelnictwo dawniej i dziś (wespół z Wacławem Sadkowskim i Adamem Klimowiczem; Warszawa 1960)
- Trzysta lat książki o Warszawie (1643–1944) (Warszawa 1961)
- Wprowadzenie do biografii Norwida (jako wstęp do Dzieł zebranych; Państwowy Instytut Wydawniczy 1965)
- Na temat Norwida (Państwowy Instytut Wydawniczy 1968)
- Warszawskie wieczory literackie (Iskry 1968; wespół z: Olgierdem Budrewiczem, Witoldem Dąbrowskim, Ryszardem Matuszewskim, Stanisławem Jankowskim, Karolem Małcużyńskim, Jerzym Pytlakowskim)
- Cztery wieki poezji o Warszawie (antologia; indeksy zestawiła Maria [Roszkowska] Gomulicka; Państwowy Instytut Wydawniczy 1969, wyd. 2 zmienione: 1974, 1996, ISBN 83-06-02525-3)
- Liryka i druk (Norwidiana 1848–1969) (katalog wystawy; Biblioteka Narodowa 1969)
- E.T.A. Hoffmanna List z Warszawy. 1804 (Czytelnik 1973)
- Uschła gałąź. O Józefie Lubomirskim (z Dubna), jego rodzinie i jego pamiętnikach (Warszawa 1975)
- Cyprian Norwid. Przewodnik po życiu i twórczości (Państwowy Instytut Wydawniczy 1976)
- Zygzakiem. Szkice, wspomnienia, przekłady (Państwowy Instytut Wydawniczy 1981, ISBN 83-06-00344-6)
- Baudelaire a Hoene-Wroński: na marginesie nieznanego listu Baudelaire’a 1854 (Muzeum Literatury 1983)
- Pegaz w jarzmie, czyli klucze do „Ciurów” (o twórczości Wiktora Gomulickiego; Kraków 1986)
- Warszawa (tekst: Juliusz W. Gomulicki, fotografie: Krzysztof Jabłoński; Arkady 1991; ISBN 83-213-3557-8)
- Warszawa drukowana. Katalog (Zamek Królewski 1992)
- Kępa niezapominek: przygoda z zagadkowym rękopisem Norwida (Koło Podkowy. Ośrodek Kultury: Galeria „Parawany” 1996, ISBN 83-906215-9-2)
- Wiktor Gomulicki: piewca i dziejopis Warszawy. Wystawa na 150. rocznicę urodzin: Muzeum Historyczne m.st. Warszawy październik – grudzień 1998 (Muzeum Historyczne m.st. Warszawy 1998)
- Aleje czarów: spacery, sylwety, zagadki i zwierzenia literackie (DiG 2000, ISBN 83-7181-161-6)
- Osobliwa przygoda ze starą książką: o Norwidowym egzemplarzu Rozwalin Volneya (Komitet Założycielski Towarzystwa Bibliofilów Polskich 2001)
- Warszawa wieloraka 1749–1944: studia, szkice, sylwety (Muzeum Historyczne m.st. Warszawy 2005, ISBN 83-88477-31-5)
- Podróże po Szpargalii: mieszaniny literacko-obyczajowe (Wydawnictwo Więź 2010, ISBN 83-60356-75-3)

## Redakcja, opracowanie
- Wiktor Gomulicki, Z cyklu „Pod znakiem Syreny” (opracowanie; druk konspiracyjny 1942)
- Wiktor Gomulicki, Pod znakiem Syreny. Poezje warszawskie (opracowanie i wstęp; pod ps. Krzysztof Dąbek; druk konspiracyjny; Wydawnictwo Godziemba 1944, fałszywe dane edytorskie na egzemplarzu: Książnica Litewska, Wilno 1939)
- Cyprian Kamil Norwid, Gromy i pyłki. Nowy tom poezyj. (opracowanie i wstęp; pod ps. Antoni Zaleski; druk konspiracyjny; Wydawnictwo Godziemba 1944, fałszywe dane edytorskie na egzemplarzu: Książnica Litewska, Wilno 1939; Wstęp przedrukowany w „Poezji” nr 4–5/1983)
- Stefan Żeromski, Pocałunek. Nieznana nowela młodzieńcza (opracowanie i wstęp; pod ps. dr Antoni Kawka; druk konspiracyjny; Wydawnictwo Godziemba 1944, fałszywe dane edytorskie na egzemplarzu: Globus, 1938; Wstęp przedrukowany w „Twórczości” nr 5/1945)
- Juliusz Słowacki, Anhelli (opracowanie; wstęp: Jan Zygmunt Jakubowski; Książka 1947)
- Wiktor Gomulicki, Cudna mieszczka. Obrazki starowarszawskie (opracowanie i wstęp; Książnica Polska 1948, 1949; wydanie 6: Nasza Księgarnia 1989, ISBN 83-10-09143-5)
- Wiktor Gomulicki, Miecz i łokieć. Powieść mieszczańska z pierwszych lat wieku XVII t. I–II (opracowanie; Ex Libris 1948, wyd. zmienione: Czytelnik 1956, 1958)
- Ludwik Gallet, Kapitan Czart. Przygody Cyrana de Bergerac t. I–II (opracowanie i wstęp; przekład: Wiktor Gomulicki; Ex Libris 1949, Ludowa Spółdzielnia Wydawnicza 1957, 1958, 1991)
- Tadeusz Hollender, Wiersze – satyry – fraszki (autor bibliografii i przypisów; Książka i Wiedza 1949)
- Księga pamiątkowa ku czci Leopolda Staffa 1878–1948 (opracowanie i przygotowanie do druku, wespół z Julianem Tuwimem; Związek Zawodowy Literatów Polskich (ZZLP) 1949)
- Cztery spóźnione wiersze do księgi pamiątkowej ku czci Leopolda Staffa (opracowanie; Związek Zawodowy Literatów Polskich (ZZLP) 1949; zawiera poezje W. Broniewskiego, A. Chojeckiego, M. Guranowskiego, Z. Rabskiej; nakład 25 egz.)
- Cyprian Kamil Norwid, Dwie aureole (opracowanie; P. Hniedziewicz i S-ka 1949)
- Pieśń o Warszawie. 1939–1949. Antologia świetlicowa (przedmowa i opracowanie; Sztuka 1949)
- Cyprian Norwid, Poezje wybrane (opracowanie chronologii tekstu; Książka i Wiedza 1951)
- Sándor Petőfi, Wybór poezji (wybór, opracowanie i wstęp; Książka i Wiedza 1951)
- Wolność. Antologia walczącej poezji i prozy węgierskiej (redakcja; wespół z Camillą Mondral; Czytelnik 1953)
- Julian Tuwim, Wiersz nieznanego poety. Gawęda literacko-obyczajowa (wstęp, rekonstrukcja zakończenia, posłowie; Czytelnik 1955)
- Księga wierszy polskich XIX wieku t. I–III (opracowanie i wstęp; ułożył Julian Tuwim; Państwowy Instytut Wydawniczy 1954, wydanie 2 przejrzane i poprawione 1956)
- Julian Tuwim, Dzieła t. I–V (członek Komitetu Redakcyjnego i autor wstępu; Czytelnik 1955–1964)
- Cyprian Kamil Norwid, Okruchy poetyckie i dramatyczne (opracowanie i wstęp; Państwowy Instytut Wydawniczy 1956)
- Cyprian Kamil Norwid, Poezje t. I–II (ustalenie tekstów i chronologii; wybór i wstęp Mieczysław Jastrun; Państwowy Instytut Wydawniczy 1956)
- Tomasz Kajetan Węgierski, Organy. Poema heroikomiczne w sześciu pieśniach (opracowanie i tekst pt. Nad klawiaturą „Organów”; Państwowy Instytut Wydawniczy 1956)
- Wiktor Gomulicki, Cudna mieszczka. Obrazek warszawski z wieku XVII (posłowie i objaśnienia; Nasza Księgarnia 1957, 1968, 1989)
- Iskry z popiołów. Zapomniane opowiadania polskie XIX wieku seria 1–2 (wybór i opracowanie; Nasza Księgarnia 1959−1960)
- Paulina Wilkońska, Moje wspomnienia o życiu towarzyskim w Warszawie (redakcja i wstęp; opracowanie: Zofia Lewinówna; Państwowy Instytut Wydawniczy 1959);
- Wiktor Gomulicki, Opowiadania o starej Warszawie (opracowanie, wstęp i komentarz; Państwowy Instytut Wydawniczy 1960);
- Edgar Allan Poe, Poezje wybrane (opracowanie i wstęp; Państwowy Instytut Wydawniczy 1960);
- Wacław Rolicz-Lieder, Poezje wybrane (wybór i wstęp; Państwowy Instytut Wydawniczy 1960);
- Wiktor Gomulicki, Warszawa wczorajsza (opracowanie; Czytelnik 1961)
- Nowe studia o Norwidzie (redakcja, wespół z Janem Zygmuntem Jakubowskim; Państwowe Wydawnictwo Naukowe 1961)
- Poeci polscy: Wiktor Gomulicki (wybór poezji; opracowanie; Czytelnik 1962)
- Cyprian Kamil Norwid, Vade-mecum (uzupełnienie, wstęp; Państwowy Instytut Wydawniczy 1962)
- Antoni Magier, Estetyka miasta stołecznego Warszawy (komentarz historyczno-literacki; opracowanie H. Szwankowska; Ossolineum 1963)
- Cyprian Kamil Norwid, Do pani na Korczewie. Wiersze, listy, małe utwory prozą (wydanie z autografu, uzupełnienia i wstęp; PAX 1963)
- Cyprian Kamil Norwid, Trylogia włoska (wydanie z autografu, wstęp; Państwowy Instytut Wydawniczy 1963, 1979, ISBN 83-06-00087-0)
- Wiktor Gomulicki, Szekspir (nota edytorska; rysunki: Cyprian Kamil Norwid; Towarzystwo Przyjaciół Książki 1964)
- Adam Naruszewicz, Liryki wybrane (wybór i wstęp; Państwowy Instytut Wydawniczy 1964)
- Cyprian Kamil Norwid, Legendy (wydanie z pierwodruku i autografu, wstęp; Ilustracje autora; Państwowy Instytut Wydawniczy 1964)
- W. Szymanowski, A. Niewiarowski, Wspomnienia o Cyganerii warszawskiej (opracowanie; Czytelnik 1964)
- Cyprian Kamil Norwid, Białe kwiaty (wydanie z pierwodruku i autografu, wstęp; Państwowy Instytut Wydawniczy 1965, 1974, 1977)
- Stanisław Trembecki, Wiersze wybrane (opracowanie i wstęp; Państwowy Instytut Wydawniczy 1965)
- Żoliboriana, varsaviana, pamiętniki: ze zbiorów Wacława J. Zawadzkiego (wstęp; katalog wystawy, Warszawa, maj 1965; Towarzystwo Przyjaciół Książki i Warszawska Spółdzielnia Mieszkaniowa 1965)
- Cyprian Kamil Norwid, Dwa poematy miłosne (opracowanie i wstęp; Państwowy Instytut Wydawniczy 1966)
- Cyprian Kamil Norwid, Wiersze t. I–II (opracowanie; Państwowy Instytut Wydawniczy 1966)
- Jan Kochanowski, Pięć fraszek na most warszawski. Na 400 rocznicę zaczęcia budowy pierwszego mostu warszawskiego (przedmowa i nota edytorska; oprac. graf. Tadeusz Dworzański; Towarzystwo Przyjaciół Książki 1967)
- Jadwiga Łuszczewska, Pamiętnik. 1834–1897 (wstęp i przypisy; Czytelnik 1968)
- Cyprian Kamil Norwid, Miniatury dramatyczne (opracowanie i wstęp; Państwowy Instytut Wydawniczy 1968)
- Cyprian Kamil Norwid, Pisma wybrane t. I–V (wybór i opracowanie; Państwowy Instytut Wydawniczy 1968, wydanie 2 zmienione: 1980, ISBN 83-06-00398-5; wydanie 3 zmienione: 1983)
- Julian Tuwim, Poezje wybrane (wybór i wstęp; Ludowa Spółdzielnia Wydawnicza 1968)
- Cyprian Kamil Norwid, Vade-mecum (opracowanie, wstęp, dodatek; Państwowy Instytut Wydawniczy 1969, wydanie zmienione: Krajowa Agencja Wydawnicza Lublin, Pracownie Sztuk Plastycznych 1984, ISBN 83-03-00789-0, ISBN 83-03-00788-2 [opr.])
- Wiktor Gomulicki, Wspomnienia niebieskiego mundurka (posłowie i objaśnienia; Nasza Księgarnia 1969, Wydawnictwo Literackie 1987, ISBN 83-08-01435-6)
- Cyprian Kamil Norwid, Pisma wierszem i prozą (wybór i wstęp; Państwowy Instytut Wydawniczy 1970, 1973, wydanie poszerzone: 1984, ISBN 83-06-01040-X)
- Ignacy Chrzanowski, Historia literatury niepodległej Polski (posłowie; wstęp: Jan Zygmunt Jakubowski; Państwowy Instytut Wydawniczy 1971, 1983, ISBN 83-06-00953-3)
- Cyprian Kamil Norwid, Moja ojczyzna. Sfinks. Zaginiony druk ulotny z 1861 r. (Towarzystwo Przyjaciół Książki 1971)
- Cyprian Kamil Norwid, Pisma wszystkie t. I–XI (ustalenie tekstu, wstęp, uwagi krytyczne; Państwowy Instytut Wydawniczy 1971–1976)
- Józef Ignacy Kraszewski, Historia o królewiczu Rumianku i siedmiu królewnach: Opus tumultuarium (posłowie; oprac. Antoni Trepiński; Państwowy Instytut Wydawniczy 1974)
- Tomasz Kajetan Węgierski, Wiersze wybrane (wybór i wstęp; Państwowy Instytut Wydawniczy 1974)
- Kazimierz Władysław Wóycicki, Pamiętnik dziecka Warszawy i inne wspominki warszawskie (wybór; opracowanie: Zofia Lewinówna; Państwowy Instytut Wydawniczy 1974)
- Józef Lubomirski, Historia pewnej ruiny. Pamiętnik 1839–1970 (wstęp i komentarz; przekł. Tadeusz Evert; indeks: Maria Gomulicka; Czytelnik 1975)
- Wiktor Gomulicki, Pieśń o Gdańsku (wstęp i opracowanie; Wydawnictwo Morskie 1978)
- Wiktor Gomulicki, Poezje wybrane (jako Teofil Jaroszewski; wybór, wstęp i posłowie; Ludowa Spółdzielnia Wydawnicza 1978)
- Stanisław Trembecki, Poezje wybrane (wybór i wstęp; Ludowa Spółdzielnia Wydawnicza 1978)
- Cyprian Kamil Norwid, Poezje (wybór i wstęp; Czytelnik 1979; wydanie poprawione i uzupełnione: Wydawnictwo Poznańskie 1986, ISBN 83-210-0430-X)
- Felicjan Faleński, Poezje wybrane (wybór i wstęp; Ludowa Spółdzielnia Wydawnicza 1980, ISBN 83-205-3198-5)
- Wiktor Gomulicki, Pod znakiem Syreny. Poezje warszawskie 1872–1918 (opracowanie, wstęp i objaśnienia; Czytelnik 1980, ISBN 83-07-00082-3)
- Wiktor Gomulicki, Miasteczko. Wiersze o Pułtusku (nota edytorska; Pułtusk 1981)
- Tomasz Kajetan Węgierski, Poezje wybrane (wybór i wstęp; Ludowa Spółdzielnia Wydawnicza 1981, ISBN 83-205-3344-9)
- Cyprian Kamil Norwid, Czarne kwiaty (wstęp i uwagi krytyczne; Czytelnik 1983, ISBN 83-07-01134-5)
- Cyprian Kamil Norwid, Myśli o książce i czytaniu (wybór i wstęp; druk bibliofilski; Miejska Biblioteka Publiczna im. Ludwika Waryńskiego, Łódź 1983)
- Cyprian Kamil Norwid, Poezje wybrane II (wybór, opracowanie i nota; Ludowa Spółdzielnia Wydawnicza 1983, ISBN 83-205-3564-6)
- Cyprian Kamil Norwid, Praca (posłowie; wybór i układ tekstu oraz oprac. graf. Krystyna Sławińska i Józef Szczepaniec; Jelenia Góra: Teatr im. Cypriana Norwida 1983)
- Karolina Beylin, Warszawy dni powszednie 1800–1914 (wybór i wstęp; seria: „Biblioteka Syrenki”; Państwowy Instytut Wydawniczy 1985, ISBN 83-06-01192-9)
- Wiktor Gomulicki, Ciury (wstęp; tekst ustalił i objaśnił Zbigniew Wasilewski; Wydawnictwo Literackie 1986; ISBN 83-08-00827-5)
- Cyprian Kamil Norwid, Promethidion. Rzecz w dwóch dialogach z epilogiem (wstęp i komentarze, pod ps. Antoni Zaleski; Czytelnik 1989, ISBN 83-07-01550-2)
- Cyprian Kamil Norwid, Vade-mecum (nowe opracowanie; Polskie Towarzystwo Wydawców Książek 1990)
- Cyprian Kamil Norwid, Wiersze wybrane (Chimera 1991)
- Julian Wołoszynowski, Rok 1863 (posłowie; Versus 1992, ISBN 83-7045-027-X)
- Jan Kochanowski, Poezje (Eventus 1995, 1998, ISBN 83-901259-8-6)
- Cyprian Kamil Norwid, Poezje (układ wyboru tekstów; ilustracje autora; Eventus 1995, ISBN 83-901259-7-8)
- Adam Asnyk, Poezje (Eventus 1996, ISBN 83-903680-0-5)
- Cyprian Kamil Norwid, Nowy wybór poezji: wiersze, utwory cykliczne, poematy (wybór i opracowanie; Państwowy Instytut Wydawniczy 1996, ISBN 83-06-02501-6)
- Wiktor Gomulicki, Myśli o książce i o czytaniu (szkic wstępny; wybrali i oprac. Andrzej Kempa i Antoni Zaleski; Wojewódzka i Miejska Biblioteka Publiczna im. Marszałka Józefa Piłsudskiego, Łódź 1998, ISBN 83-85925-26-0)
- oprac. Roman Nowoszewski, Poeta i jego świat: bibliografia wszystkich osobno wydanych dzieł Wiktora Gomulickiego 1868–1998 (redakcja; Towarzystwo Przyjaciół Książki 1998, ISBN 83-908065-5-X)
- Cyprian Kamil Norwid, Inedita: trzy teksty filozoficzne i przekład z Platona (wydanie z autografu; Muzeum Literatury im. Adama Mickiewicza przy współudziale Stowarzyszenia ZAiKS 1999, ISBN 83-910982-0-6)
- Cyprian Kamil Norwid, Wiersze wybrane (wybór i opracowanie; seria: „Klasyka Polska”; Prószyński i S-ka 2000, ISBN 83-7255-604-0)
- Dedykacje dla Janiny & Konrada Zawadzkich (przedmowa; Warszawa, nakładem własnym K.Z. 2002, ISBN 83-917470-0-X)

## Ordery i odznaczenia
- Krzyż Komandorski z Gwiazdą Orderu Odrodzenia Polski (2003)
- Krzyż Komandorski Orderu Odrodzenia Polski (1996)
- Order Sztandaru Pracy II klasy (1984)
- Krzyż Oficerski Orderu Odrodzenia Polski (1971)
- Krzyż Kawalerski Orderu Odrodzenia Polski (1957)
- Medal 40-lecia Polski Ludowej (1984)[8]
- Odznaka tytułu honorowego „Zasłużony dla Kultury Narodowej” (1988)
- Złota Odznaka honorowa „Za Zasługi dla Warszawy” (1960)[9]

Źródło:.

## Nagrody i wyróżnienia
- Nagroda Literacka m. Warszawy (1960)
- Nagroda Fundacji Alfreda Jurzykowskiego (Nowy Jork 1971)
- Nagroda tygodnika „Stolica” (1971), tytuł Homo Varsoviensis (1971)
- Nagroda im. Aleksandra Brücknera PAN (1976)
- Nagroda Edytorska Polskiego PEN Clubu (1978)
- Nagroda literacka Prezesa Rady Ministrów I stopnia (1979)
- Nagroda im. Karola Małcużyńskiego za varsaviana (1994)[10]
- Nagroda Miasta Stołecznego Warszawy (2003)[11]